# Resultados do Carnaval de Corumbá em 2016
Resultados do Carnaval de Corumbá em 2016, a escola Mocidade da Nova Corumbá se sagrou campeã com o enredo: As luzes da ribalta corumbaense.

## Grupo Especial
| Posição | Escola                       | Pontos | Nota      | Ref.  |
| ------- | ---------------------------- | ------ | --------- | ----- |
| 1º      | Mocidade da Nova Corumbá     | 179,1  |           | [ 1 ] |
| 2º      | Império do Morro             | 177,2  |           | [ 1 ] |
| 3º      | Vila Mamona                  | 176,2  |           | [ 1 ] |
| 3º      | Marquês de Sapucaí           | 176,2  |           | [ 1 ] |
| 5º      | Estação Primeira do Pantanal | 173,05 | Rebaixada | [ 1 ] |

## Grupo de acesso
| Posição | Escola                 | Pontos | Nota      | Ref.  |
| ------- | ---------------------- | ------ | --------- | ----- |
| 1º      | A Pesada               | 178,3  | Promovida | [ 2 ] |
| 2º      | Caprichosos de Corumbá | 177,7  |           | [ 2 ] |
| 3º      | Imperatriz Corumbaense | 175,2  |           | [ 2 ] |
| 4º      | Acadêmicos do Pantanal | 175    |           | [ 2 ] |
| 5º      | Major Gama             | 169,3  |           | [ 2 ] |

## Blocos
| Posição | Escola          | Pontos | Ref.  |
| ------- | --------------- | ------ | ----- |
| 1º      | Vitória Régia   | 79,4   | [ 3 ] |
| 2º      | Clube dos Sem   | 76,9   | [ 3 ] |
| 3º      | Flor de Abacate | 76,4   | [ 3 ] |